# Erlebnisgeschenk
Als Erlebnisgeschenke (englisch event gift, experience gift) werden Geschenke bezeichnet, die nicht materieller Art sind, sondern bei denen das Teilen gemeinsamer Erfahrungen und individueller Erinnerungen im Vordergrund steht. Diese Eigenschaft unterscheidet sie von klassischen Geschenken. Typische Erlebnisgeschenke sind zum Beispiel Aktivitäten wie Bungee Jumping, das Fahren eines Sportwagens sowie kulinarische Erlebnisse wie Krimidinner oder Candle Light Dinner.

## Kulturelle und wirtschaftliche Bedeutung
Private Erlebnisgeschenke gab es schon immer. Die immer weitere Verbreitung und Kommerzialisierung durch eine „Erlebnisgeschenkindustrie“ kann aus der Perspektive von Kultursoziologen wie Gerhard Schmied jedoch als relativ neues Phänomen einer Erlebnisgesellschaft gelten, die nach immer ausgefallenerer Abwechslung sucht, oder als Ausdruck eines postmaterialistischen Lebensgefühls, das nichts Praktisches und Nützliches für den Haushalt mehr benötigt und auf materielle Statussymbole wenig Wert legt. Allerdings sind Erlebnisgeschenke mit einem höheren sozialen (z. B. Enttäuschungs-)Risiko verbunden, was auch vom Grad der sozialen Distanz beider Seiten abhängt.
Weltweit werden von verschiedenen Anbietern Erlebnisgeschenke unterschiedlicher Kategorien verkauft, darunter unter anderem Sport- und Wellnessangebote. Je nach Produkt können die Erlebnisse entweder alleine, zu zweit oder in einer Gruppe unternommen werden. Erlebnisgeschenke haben auch eine steigende Bedeutung im Rahmen betrieblicher Anreizsysteme für Mitarbeiter sowie des Kundenbeziehungsmarketings (Customer Relationship Marketing). Dafür ist auch ihre hohe soziale Sichtbarkeit ausschlaggebend, die den Empfängern teils wichtiger ist als eine Geldprämie.

## Wissenschaftliches
Eine von Forschern der San Francisco State University durchgeführte Studie hat gezeigt, dass Menschen sich durch Lebenserfahrungen wohler fühlen und sie als eine bessere Verwendung von Geld ansehen. Darüber hinaus erwies Dr. Thomas Gilovich von der Cornell University, dass die allgemeine Zufriedenheit mit materiellen und erlebnisorientierten Anschaffungen zum Zeitpunkt des Kaufs in etwa gleich ist, die allgemeine Zufriedenheit mit den gekauften materiellen Dingen jedoch im Laufe der Zeit abnimmt, während die Zufriedenheit mit den gemachten Erfahrungen sogar zunimmt. Er fand außerdem heraus das Erlebnisse uns von der Planung an mit (Vor-)Freude erfüllen, während das Warten auf materielle Dinge vielmehr Ungeduld und manchmal sogar richtiggehend Stress auslöst.
Die Harris Group belegte 2014, dass 72 Prozent der Millennials lieber mehr Geld für Erlebnisse als für materielle Dinge ausgeben.
Eine von Hal E. Hershfield geleitete  Studie kam zum Ergebnis, dass, obwohl die meisten Menschen lieber mehr Geld hätten, die Menschen, die lieber mehr Freizeit hätten, glücklicher sind.

## Geschichte
Als Pionier des Konzepts, individuelle, erlebbare Erfahrungen zu verschenken, gilt das britische Unternehmen Red Letter Days (abgeleitet von engl. red-letter day „ein besonderer Tag, den man sich im Kalender rot anstreichen muss“), welches 1989 von der Engländerin Rachel Elnaugh gegründet wurde, die ihrem Vater zum Geburtstag Karten für ein Cricketspiel schenken wollte. Das Unternehmen musste 2005 wegen Zahlungsunfähigkeit abgewickelt werden, wurde aber von neuen Eigentümern weitergeführt.
In den darauffolgenden Jahren wurden weltweit von verschiedenen Anbietern Unternehmen gegründet, darunter auch international agierende Anbieter. In den USA sind die Begriffe event gift oder experience gift seit ca. 1998 Jahre belegt.
Erster Erlebnisgeschenkanbieter in Deutschland war das 2003 in Frankfurt gegründete Unternehmen Mydays. Seit 2008 existiert ein globales Netzwerk von Anbietern aus der ganzen Welt, die Global Experience Alliance. Auch gibt es Plattformen, auf denen man sich als Spender für event gifts z. B. für Hochzeiten oder Jubiläen registrieren lassen kann.
In Deutschland galt das Unternehmen Jochen Schweizer 2015 als Marktführer für Erlebnisgutscheine.
Der Erfolg der Erlebnisgeschenkwelle veranlasste Hersteller von Luxusprodukten, die typischerweise als Jahresendgeschenke dienen, zu Kampagnen, die den Kauf ihrer Produkte bzw. den gift-giving moment selbst zum Event stilisieren und durch entsprechende Begleitaktivitäten emotionalisieren.

## Kategorien von Erlebnisgeschenken
- Sport und Action: Typische Erlebnisgeschenke in diesem Bereich sind Extremsportarten und abenteuerliche Erlebnisse aller Art, wie zum Beispiel Paintball spielen, Base-Flying, ein Besuch im Hochseilgarten oder Wildwasser-Rafting.
- Dinner und Kulinarisches: Neben einem romantischen Abend zu zweit beim Candle Light Dinner oder einem erlebnisreichen Krimidinner können auch internationale Kochkurse, Whisky Seminare oder Bierbraukurse besucht werden.
- Fahrerlebnisse: Zu diesen zählen unter anderem, einen Rennwagen selber zu fahren, ein Motorrad Training zu absolvieren oder eine Tour mit einem Panzer oder im Hundeschlitten zu machen.
- Fliegen und Fallen: Die Angebote in diesem Bereich reichen von Fallschirmsprüngen über das Fliegen eines Hubschraubers oder Flugzeugs bis hin zu Ballonfahrten.
- Wellness: Unter den Erlebnisgeschenken befinden sich auch zahlreiche Wellness- und Beautyangebote. Hier sind vor allem Massagen unterschiedlicher Art, Wellnessangebote speziell für Frauen oder Männer sowie Kosmetikbehandlungen vertreten. In einer Floating Muschel schwerelos auf dem Wasser zu schweben ist ein weiteres beliebtes Wellnessangebot, das bei den meisten Erlebnisanbietern zur Verfügung steht.
- Kultur und Lifestyle: In dieser Kategorie gibt es vielfältige Angebote, wie beispielsweise die Teilnahme an einem Goldschmiedekurs, einem professionellen Fotoshooting oder einer Stadtführung. Weitere Erlebnisse in diesem Bereich sind beispielsweise Malkurse, Bodypainting oder das Aufnehmen einer eigenen CD.
- Kurzurlaub und Übernachten: Auch Kurzurlaube wie Städtereisen, Musicals mit Übernachtung oder das Verbringen einer Nacht im Iglu oder Baumhaus bilden bei vielen Anbietern eine eigene Kategorie.